# The Underground Railroad
The Underground Railroad is een Amerikaanse, historische fictieserie. Het is een verfilming van de gelijknamige roman van auteur Colson Whitehead. Alle afleveringen van de miniserie werden geregisseerd door Barry Jenkins. De reeks ging op 14 mei 2021 in première op streamingdienst Prime Video.

## Verhaal
De serie speelt zich af in een alternatieve 19e eeuw, waarin de Underground Railroad, een clandestien netwerk van vluchtroutes en schuilplaatsen voor slaven, letterlijk een ondergrondse spoorweg is. Cora en Caesar, twee jonge slaven op een katoenplantage in Georgia, ontsnappen via de trein, die hen naar verschillende plaatsen in de Zuidelijke Verenigde Staten leidt.

## Rolverdeling
| Acteur / actrice       | Personage        |
| ---------------------- | ---------------- |
| Thuso Mbedu            | Cora Randall     |
| Aaron Pierre           | Caesar           |
| Joel Edgerton          | Ridgeway         |
| Chase W. Dillon        | Homer            |
| William Jackson Harper | Royal            |
| Justice Leak           | James Randall    |
| Damon Herriman         | Martin           |
| Amber Gray             | Gloria Valentine |
| Lily Rabe              | Ethel Wells      |
| Jim Klock              | Tom Hardman      |
| Lucius Baston          | Prideful         |
| Fred Hechinger         | Ridgeway (jong)  |
| Will Poulter           | Sam              |
| Peter Mullan           | Ridgeway sr.     |
| Sheila Atim            | Mabel            |
| Chukwudi Iwuji         | Mingo            |
| Mychal-Bella Bowman    | Grace            |

## Productie
In 2016 bracht auteur Colson Whitehead de roman The Underground Railroad (Nederlands: De ondergrondse spoorweg) uit. Het boek werd bekroond met onder meer de Pulitzerprijs voor fictie.
In september 2016 raakte bekend dat filmmaker Barry Jenkins, producente Adele Romanski en het productiebedrijf Plan B, die op dat ogenblik net de Oscarwinnende film Moonlight (2016) hadden gemaakt, het boek wilden verfilmen als een miniserie. In maart 2017 werd het project opgepikt door Amazon Studios. Een jaar later gaf Amazon de serie officieel groen licht en raakte bekend dat Jenkins alle afleveringen zou regisseren. In juni 2019 werd Nicholas Britell in dienst genomen om de soundtrack te componeren.
In april 2019 werden Thuso Mbedu, Chase W. Dillon, Aaron Pierre en Joel Edgerton gecast. In augustus raakte de casting van Damon Herriman en William Jackson Harper bekend. In het najaar van 2019 werden ook Amber Gray en Jim Klock aan het project toegevoegd. Begin 2020 raakte de casting van Lily Rabe en Fred Hechinger bekend.
De opnames gingen in augustus 2019 van start in Georgia en eindigden na 116 opnamedagen in september 2020. De productie werd in maart 2020 voor een periode van zes maanden stilgelegd vanwege de coronapandemie die was uitgebroken. Er werd gefilmd in onder meer Savannah, Dawsonville, Macon en Newborn.
De serie ging op 14 mei 2021 in première op streamingdienst Prime Video.

## Afleveringen
| Afl. | Titel                  | Regie         | Scenario                          | Releasedatum Prime Video |
| ---- | ---------------------- | ------------- | --------------------------------- | ------------------------ |
| 1    | "Georgia"              | Barry Jenkins | Barry Jenkins                     | 14 mei 2021              |
| 2    | "South Carolina"       | Barry Jenkins | Jacqueline Hoyt, Nathan C. Parker | 14 mei 2021              |
| 3    | "North Carolina"       | Barry Jenkins | Allison Davis                     | 14 mei 2021              |
| 4    | "The Great Spirit"     | Barry Jenkins | Adrienne Rush                     | 14 mei 2021              |
| 5    | "Tennessee – Exodus"   | Barry Jenkins | Nathan C. Parker                  | 14 mei 2021              |
| 6    | "Tennessee – Proverbs" | Barry Jenkins | Nathan C. Parker, Barry Jenkins   | 14 mei 2021              |
| 7    | "Fanny Briggs"         | Barry Jenkins | Jihan Crowther                    | 14 mei 2021              |
| 8    | "Indiana Autumn"       | Barry Jenkins | Jacqueline Hoyt                   | 14 mei 2021              |
| 9    | "Indiana Winter"       | Barry Jenkins | Barry Jenkins                     | 14 mei 2021              |
| 10   | "Mabel"                | Barry Jenkins | Barry Jenkins, Jacqueline Hoyt    | 14 mei 2021              |